# Willem II van Chalon
Willem II van Chalon († 1174) was de derde graaf van Chalon uit het huis Thiers.

## Geschiedenis
Willem plunderde in 1166 op weg van Brabant naar Italië de abdij van Cluny, doodde daarbij verschillende monniken en verwoestte eveneens het kasteel van Cluny waarbij hij meer dan vijfhonderd stedelingen vermoordde. Abt Stephan van Cluny deed een beroep op koning Lodewijk VII om tegen Willem II en zijn huurlingen op te treden. Als straf ontnam de koning hem Mont-Saint-Vincent en verdeelde dat tussen de graaf van Nevers en de hertog van Bourgondië.
Het is niet bekend wanneer Willem II zijn vader opvolgde. In elk geval na 1147 want toen leefde deze nog. Het enige wat met zekerheid van Willem II bekend is is dat hij in 1174 overleed. Hij werd opgevolgd door zijn zoon Willem III.

## Nakomelingen
- Willem III van Chalon († ca. 1190)